# Hořešovice
Hořešovice település Csehországban, a Kladnói járásban. Hořešovice Klobuky, Třebíz, Pozdeň, Líský, Hořešovičky és Bílichov településekkel határos. Lakosainak száma 267 fő (2024. január 1.).

## Népesség
A település lakosságának változását az alábbi diagram mutatja:
| Lakosok száma | 329  | 379  | 404  | 290  | 216  | 250  | 260  | 259  | 261  | 267  |
|               | 1869 | 1890 | 1921 | 1950 | 1980 | 2001 | 2017 | 2019 | 2022 | 2024 |